# Уланы, уланы…
«Уланы, уланы…» (пол. Ułani, ułani, chłopcy malowani) — польская чёрно-белая сатирическая кинокомедия, снятая в 1931 году режиссёром Мечиславом Кравичем на студии Blok-Muzafilm по сценарию Тадеуша Доленги-Мостовича и Фердинанда Гетеля.
Премьера фильма состоялась 5 января 1932 года. В 1938 году фильм снова ненадолго появился на киноэкранах, но был быстро снят с проката по требованию цензоров, заявивших, что кинофильм негативно высмеивает Войско Польское.

## Сюжет
Два проходимца, выдающих себя за уланского поручика и сержанта, пытаются соблазнить Хельцию, горничную бургомистра — «Королеву красоты захолустного городка Грайдолка». Хелька способствует поимке двух хитрых мошенников.

## В ролях
- Казимир Круковский — Лопек
- Адольф Дымша — Фелек
- Зула Погоржельская — Хелька
- Мечислав Френкель — бургомистр
- Мечислав Френкель — жена бургомистра
- Владислав Ленчевский — командир полка уланов
- Владислав Вальтер — вахмистр уланов
- Тадеуш Весёловский — адъютант
- Чеслав Сконечны — мясник
- Стефания Бечерова — жена мясника
- Ричард Мисевич — Когутек, секретарь
- Янина Янецкая
- Михал Галич
- Здзислав Мрожевский